# Leptotarsus guadeloupensis
Leptotarsus guadeloupensis är en tvåvingeart som beskrevs av Young 2001. Leptotarsus guadeloupensis ingår i släktet Leptotarsus och familjen storharkrankar.
Artens utbredningsområde är Guadeloupe. Inga underarter finns listade i Catalogue of Life.